# Aniseia luxurians
Aniseia luxurians ist seit 2017 eine Pflanzenart der Gattung Aniseia in der Familie der Windengewächse (Convolvulaceae). Sie war als Iseia luxurians (Moric.) O’Donell die einzige Art der Gattung Iseia. Sie ist in der Neotropis verbreitet.

## Beschreibung

### Vegetative Merkmale
Aniseia luxurians ist eine stark verzweigte Liane, deren Sprosse mit rückwärts gerichteten, feinen bis feinfilzigen, rötlichen, abfallenden Trichomen behaart sind. An den Knoten bilden sich Wurzeln.
Die Laubblätter sind bei einer Länge von 1,5 bis 12 Zentimetern sowie einer Breite von 0,5 bis 4 Zentimetern elliptisch, länglich bis lanzettlich mit keilförmiger bis gerundeter Spreitenbasis und stumpfem bis zugespitztem und stachelspitzigem oberen Ende. Meist sind die Blätter zumindest entlang der Hauptadern seidig mit anliegenden, später abfallenden Trichomen behaart.

### Blütenstand und Blüte
Die Blüten stehen einzeln oder zu zweit bis zehnt in meist behaarten zymösen und Blütenständen. Die Blütenstiele sind 3 bis 10 mm lang.
Die zwittrigen Blüten sind fünfzählig mit doppelter Blütenhülle. Die Kelchblätter sind bei einer Länge von 7 bis 12 mm sowie einer Breite von 5 bis,7 mm elliptisch bis verkehrt-eiförmig mit sind stumpfem bis zugespitztem und stachelspitzigen oberen Ende, meist behaart und bewimpert. Die inneren Kelchblätter weisen oftmals nur eine in der Mitte liegende, linienförmige Behaarung auf. Die Krone ist weiß gefärbt, trichterförmig und 3 bis 4 Zentimeter lang. Die Verdickungen entlang der Achse der Kronblätter (Interplicae) sind dicht filzig behaart.
Die Staubblätter sind ungleich geformt, die Staubfäden sind an der Basis drüsig behaart. Der Fruchtknoten ist eiförmig, an der Basis unbehaart, zur Spitze hin jedoch behaart. Der Griffel trägt eine doppelkugelförmige Narbe.

### Frucht und Samen
Die schwarze Kapselfrucht öffnet sich nicht, ist bei einem Durchmesser von 9 bis 14 mm nahezu kugelförmig und unbehaart oder auf der Oberseite fein behaart. Sie enthalten vier dunkle, 4 bis 6 mm lange Samen, die unbehaart oder am Rand mit Trichomen besetzt sind.

## Vorkommen
Das Verbreitungsgebiet von Aniseia luxurians erstreckt sich von Honduras bis in den nördlichen Teil Argentiniens. Sie ist dort vor allem an Flussufern zu finden.

## Systematik
Innerhalb der Windengewächse (Convolvulaceae) wird die Gattung Aniseia nach molekularbiologischen Erkenntnissen in die Tribus Aniseieae eingeordnet. Neben der Gattung Aniseia zählen die Gattungen Odonellia und Tetralocularia ebenfalls zu dieser Tribus. Zuvor wurde Iseia unter anderem auch der Tribus Merremieae oder auch der Tribus Cresseae zugeordnet.